# Nerf splanchnique inférieur
Le nerf splanchnique inférieur droit apporte l'influx parasympathique au niveau du plexus cœliaque.Il est relié au plexus rénal. 